# الرجل الذي يعرف كل شيء
آخر رجل عرف كل شيء (2006)، من تأليف أندرو روبنسون، هي سيرة ذاتية للعالم البريطاني توماس يونج (1773-1829).

## المحتوى
تحمل هذه السيرة الذاتية عنوان فرعي هو توماس يونج، وهو عالم متعدد المعارف المجهول الذي أثبت خطأ نيوتن، وشرح كيفية الرؤية، وشفى المرضى، وفك رموز حجر رشيد، من بين مآثر عبقرية أخرى، مما يعطي فكرة موجزة للغاية عن مسيرة يونج العلمية. وينقسم الكتاب إلى مقدمة تليها 16 فصل تصف حياة يونغ وعمله حسب الترتيب الزمني التقريبي. يتم التركيز بشكل خاص على إنجازات يونج في الفيزياء (مثل، تجربة يونج التدخلية )، والرياضيات، وعلم وظائف الأعضاء، والطب (على سبيل المثال، قاعدة يونج )، واللغويات، وعلم المصريات.

## النشر
تم نشر الكتاب في طبعة غلاف مقوى بواسطة باي بريس في الولايات المتحدة وعن طريق Oneworld Publications في المملكة المتحدة. وقد ظهرت بعد ذلك في طبعات ورقية. لقد تم عرضه على قناة بي بي سي.
تمت مراجعة الكتاب في عدد من المنشورات، بما في ذلك الغارديان،  ذي إندبندنت،  ذا لانسيت،  بابليشرز ويكلي،  The Spectator،  و ديلي تلغراف.. أشاد د. سميث، الكاتب في صحيفة الغارديان، بروبنسون لقبوله التحدي المتمثل في البحث في حياة مثل هذا العالم متعدد المعارف، ووصف الكتاب بأنه "مقدمة ممتازة لأحد أكثر العقول تنوعًا في القرن التاسع عشر".

## ذكرى 250 عام
عام 2023 وفي الذكرى السنوية الـ 250 لميلاد توماس يونج، تم نشر طبعة جديدة بمقدمة من العالم مارتن ريس وملحق جديد بعنوان "التعددية المعرفية آنذاك - والآن؟" بواسطة دار نشر الكتاب المفتوح.  ظهرت مقالة مرتبطة بقلم مارتن ريس تستعرض الكتاب في مجلة فيزيكس وورلد  كما ناقشت مقالة مدونة بقلم محرر مجلة فيزيكس وورلد الكتاب أيضًا.

## روابط خارجية
- معلومات عن أمازون الولايات المتحدة الأمريكية
- معلومات عن أمازون المملكة المتحدة
- كتاب على أرشيف الإنترنت